# Kim Seong-ju
Đây là một tên người Triều Tiên, họ là Kim.
Kim Seong-ju (Hangul: 김성주; sinh ngày 15 tháng 11 năm 1990) là một cầu thủ bóng đá Hàn Quốc thi đấu cho Ulsan Hyundai. Anh là một tiền vệ chủ nhịp thuận chân trái.

## Thống kê câu lạc bộ
| Thành tích câu lạc bộ | Thành tích câu lạc bộ | Thành tích câu lạc bộ | Giải vô địch | Giải vô địch | Cúp                   | Cúp                   | Cúp Liên đoàn | Cúp Liên đoàn | Tổng cộng | Tổng cộng |
| Mùa giải              | Câu lạc bộ            | Giải vô địch          | Số trận      | Bàn thắng    | Số trận               | Bàn thắng             | Số trận       | Bàn thắng     | Số trận   | Bàn thắng |
| Nhật Bản              | Nhật Bản              | Nhật Bản              | Giải vô địch | Giải vô địch | Cúp Hoàng đế Nhật Bản | Cúp Hoàng đế Nhật Bản | J.League Cup  | J.League Cup  | Tổng cộng | Tổng cộng |
| --------------------- | --------------------- | --------------------- | ------------ | ------------ | --------------------- | --------------------- | ------------- | ------------- | --------- | --------- |
| 2012                  | Albirex Niigata       | J1 League             | 2            | 0            | 0                     | 0                     | 2             | 0             | 4         | 0         |
| 2013                  | Kataller Toyama       | J2 League             | 31           | 1            | 1                     | 0                     | –             | –             | 32        | 1         |
| 2014                  | Kataller Toyama       | J2 League             | 29           | 0            | 0                     | 0                     | –             | –             | 29        | 0         |
| Hàn Quốc              | Hàn Quốc              | Hàn Quốc              | Giải vô địch | Giải vô địch | Cúp FA                | Cúp FA                | –             | –             | Tổng cộng | Tổng cộng |
| 2015                  | Seoul E-Land FC       | K League Challenge    | 30           | 4            | 0                     | 0                     | –             | –             | 30        | 4         |
| Tổng Nhật Bản         | Tổng Nhật Bản         | Tổng Nhật Bản         | 62           | 1            | 1                     | 0                     | 2             | 0             | 65        | 1         |
| Tổng Hàn Quốc         | Tổng Hàn Quốc         | Tổng Hàn Quốc         | 30           | 4            | 0                     | 0                     | –             | –             | 30        | 4         |
| Tổng                  | Tổng                  | Tổng                  | 92           | 5            | 1                     | 0                     | 2             | 0             | 95        | 5         |